# Мелас, Михаэль фон
Барон Михаэль Фридрих Бенедикт фон Мелас (нем. Michael Friedrich Benedikt Freiherr von Melas; 12 мая 1729, Радельн, близ Шёсбургаа, Трансильвания — 31 мая 1806, Эльбетейниц, Богемия) — австрийский военачальник из трансильванских саксов. Генерал кавалерии (1799). Командующий  при Маренго.

## Биография
Сын лютеранского пастора. Службу в имперской армии начал в 1746 году кадетом 21-го пехотного полка Аремберга, где дослужился до чина капитана. Во время Семилетней войны был адъютантом фельдмаршала Дауна. В 1771 году произведён в майоры 34-го пехотного полка Баттьяни. В 1777 году получил чин подполковника и назначен командиром гренадёрского батальона своего полка. В 1778 году переведён в карабинерный полк эрцгерцога Франца. С 1781 года полковник и командир 7-го кирасирского полка Гарраха. С 1788 года командир легко-кавалерийского полка Лобковица. Во главе полка участвовал в войне с Османской империей. В 1789 году получил чин генерал-майора и стал командиром кавалерийской бригады в Земуне.
В 1792—1795 годах воевал против революционной Франции в Нидерландах и на Рейне. С 1793 года командир бригады в армии на Самбре.  В 1794 году произведён в фельдмаршал-лейтенанты и переведён в корпус Бланкенштейна, с сентября — командир корпуса. В 1796 году действовал против французов в в Италии, командуя дивизией в резерве у Олиофи. Успешно командовал правой колонной армии графа Вурмзера в Мантуе.
В 1799 году назначен командующим австрийскими войсками, объединёнными с войсками Суворова в единую русско-австрийскую армию. Сражался при Адде, Треббии (где командовал левым крылом, но успеха не имел) и Нови.
Когда Суворов начал Швейцарский поход, Мелас принял командование над австрийскими войсками в Северо-Западной Италии. В его задачу входило изгнать французскую Итальянскую армию из Лигурии, форсировать Вар, захватить Прованс и Тулон, при содействии 20 тысяч англичан, размещённых на Менорке. Попытка командующего французской Итальянской армии генерала Шампионе, назначенного вместо Моро, провести наступление закончилась неудачей. 4 ноября Мелас нанёс ему поражение при Женола: французы потеряли 7600 человек, в том числе 4200 пленными.
В конце 1799 года Мелас назначен шефом 6-го кирасирского полка и награждён Военным орденом Марии Терезии 2-й степени.
К началу мая 1800 года численность его армии была доведена до 86 тысяч штыков и 14 тысяч сабель. Начал наступление в Лигурии и 5 апреля оттеснил левый фланг армии Массена от горы Ченис, а затем провёл успешное наступление тремя колоннами в направлении Савоны, отрезав группировку генерала Сюше от Массена и Сульта. 6 апреля осадил Геную, гарнизон которой 4 июня был вынужден капитулировать. Имел штаб-квартиру в Турине.
7 июня 1800 года Бонапарт перерезал его коммуникации. Мелас отвёл свои части на восток, сосредоточив 13 июня в Алессандрии около 31 тысячи человек. 14 июня потерпел поражение при Маренго, потеряв около 11 тысяч человек (против 8 тысяч французов). На следующий день деморализованный Мелас подписал соглашение, по которому обязался вывести войска из Северной Италии, и передал командование фельдмаршал-лейтенанту Беллегарду.
В 1801 году командующий войсками во Внутренней Австрии, в 1801—1803 годах — в Богемии. В 1803 году вышел в отставку.